# Anca Zijlstra
Anca Carolina Zijlstra (Heerlen, 3 september 1973) is een Nederlandse dartster die uitkomt voor de WDF.

## Resultaten op wereldkampioenschappen

### BDO
- 2016: Kwartfinale (verloren van Aileen de Graaf met 1-2)
- 2017: Laatste 16 (verloren van Lorraine Winstanley met 0-2)

### WDF

#### World Championship
- 2022: Laatste 16 (verloren van Priscilla Steenbergen met 0-2)
- 2023: Laatste 16 (verloren van Paula Murphy met 0-2)
- 2024: Laatste 24 (verloren van Jitka Císařová met 0-2)

#### World Cup
- 2015: Laatste 16 (verloren van Julie Gore met 2-4)
- 2017: Laatste 128 (verloren van Irina Armstrong met 2-4)
- 2019: Laatste 256 (verloren van Kirsi Viinikainen met 2-4)
- 2023: Kwartfinale (verloren van Deta Hedman met 4-5)